# 世羅勝也
世羅 勝也（せら かつや、1942年3月8日 - 2004年12月6日）は、日本の経営者。関西ペイント社長を務めた。

## 来歴・人物
山口県出身。1964年に広島大学工学部を卒業し、同年に関西ペイントに入社。1995年6月に取締役に就任し、常務、専務を経て、2002年4月に社長に就任。
2004年12月6日に肺がんのために死去。62歳没。